# 出三蔵記集
『出三蔵記集』（しゅつさんぞうきしゅう）とは、中国において現存する最古の仏教経典（仏典）目録（「経録」）である。
南朝梁の僧祐撰、15巻。6世紀初めの成立である。撰者の僧祐にちなみ、「僧祐録」「祐録」という略称が用いられる。

## 構成
- 巻1　　　　 撰縁記　（経典史・経典成立および漢訳史）
- 巻2 - 5　 　 詮名録　（経典目録・後漢から梁までの分類目録に漢訳者名を附す、偽経・経典の注解）
- 巻6 - 12　　総経序　（経典の序文（経序）120編、中国撰述の仏教書を収録する）
- 巻13 - 15　 述列伝　（訳経者32名（外国人22名、中国人10名）の伝記を収める）

## 概要
本書は、後漢から梁までの仏典漢訳史（訳経史）及び中国仏教史上の基本史料である。「総経序」や「述列伝」の中には、中国や西域関係の史料となる記述も含まれており、単に仏教史の史料に止まらない面もある。
詮名録は、その多くを、釈道安撰の「綜理衆経目録」（道安録、安録）によって記していることが、本文中の注記によって知ることができる。このため本書によって亡佚して現在に伝わらない道安録の姿を窺い知ることができる。また、その後に編纂された数点の経録を参考に校訂を行なっている。
中国文学者興膳宏は、僧祐の弟子であり、『文心雕龍』の撰者として名高い劉勰が、実際の編纂に大きな役割を果たしていたと推測する。
同時代で少し成立の遅れる慧皎の『高僧伝』中の「訳経篇」の記事の多くは、本書の「述列伝」に基づいて書かれているとされる。

## テキスト
- 『大正新脩大蔵経』巻55「目録部」